# Alberto Cento
Alberto Cento  (* 1920 in Pollenza; † 1968 in Neapel) war ein italienischer Romanist und Französist.

## Leben und Werk
Cento studierte in Rom bei Pietro Paolo Trompeo und schloss 1945 ab. Von 1947 bis 1949 war er Lektor für Italienisch an der Universität Toulouse, dann bis 1957 Gymnasiallehrer in Mailand. Er ging nach Neapel und war bis 1961 Assistent an der Universität Neapel L’Orientale. Ab 1961 lehrte er an der Universität Neapel, zuletzt als Professor für französische Sprache und Literatur.

## Werke
- Condorcet e l’idea di progresso, Florenz 1956
- (Hrsg. und Übersetzer) Stendhal, Il viaggio in Francia (Mémoires d’un touriste), Venedig 1956
  - Memorie di un turista, Turin 1977
- (Hrsg. und Übersetzer) Giornale del viaggio di Michel de Montaigne in Italia, Florenz 1958, Bari 1972
- La «Dottrina» di Flaubert, Neapel 1962, 1964
- (Hrsg.) Gustave Flaubert, Bouvard et Pécuchet, Neapel und Paris 1964
- Molière. Appunti di lezioni, Neapel 1965
- Il realismo documentario nell’«Éducation sentimentale», Neapel 1967
- Studi di letteratura francese, Neapel 1970 (postume Sammelschrift)
- Commentaire de «Bouvard et Pécuchet», hrsg. von Lea Caminiti Pennarola, Neapel 1973
- (Hrsg. mit Lea Caminiti Pennarola) Gustave Flaubert, Le second volume de «Bouvard et Pecuchet». Le projet du «Sottisier», Neapel 1981